# ماركو أنطونيو (لاعب كرة قدم برازيلي)
ماركو أنطونيو هو لاعب كرة قدم برازيلي في مركز الوسط، ولد في 15 يوليو 2000 في بيلو هوريزونتي في البرازيل.